# Michael Grant Terry
Michael Grant Terry (Filadelfia, 30 agosto 1983) è un attore statunitense, conosciuto in particolare per aver impersonato il personaggio di Wendell Bray nella serie televisiva Bones.

## Biografia
Michael Grant Terry è il più piccolo di tre figli. Suo padre Will Terry e sua madre Holly Terry sono entrambi insegnanti.
Ha studiato presso l'Emerson College a Boston. Nell'estate del 2002, Michael è stato apprendista al prestigioso Williamstown Theatre Festival, dove ha lavorato a molte produzioni teatrali principali. Poco dopo, si è trasferito a Los Angeles dove ha lavorato con la compagnia teatrale The Blank Theatre di Noah Wyle.

## Filmografia

### Cinema
- The Son of Sam's Daughter, regia di Mimi Zora – cortometraggio (2007)
- Roman Candles, regia di John Waters – cortometraggio (2007)
- Wasting Away, regia di Matthew Kohnen (2007)
- The Assistants, regia di Steve Morris (2009)
- Laureata... e adesso?, regia di Vicky Jenson (2009)
- Licking Lemons, regia di Rebecca Field – cortometraggio (2014)

### Televisione
- Cold Case - Delitti irrisolti (Cold Case) – serie TV, episodio 3x06 (2005)
- A sud del paradiso (South of Nowhere) – serie TV, episodio 1x05 (2005)
- E-Ring – serie TV, episodio 1x14 (2006)
- Veronica Mars – serie TV, episodio 3x07 (2006)
- CSI: NY – serie TV, episodio 3x09 (2006)
- Senza traccia (Without a Trace) – serie TV, episodio 6x12 (2008)
- Eleventh Hour – serie TV, episodio 1x09 (2008)
- Bones – serie TV, 42 episodi (2008-2017)
- The Defenders – serie TV, episodio 1x03 (2010)
- Criminal Minds – serie TV, episodio 6x07 (2010)
- The Closer – serie TV, episodio 7x05 (2011)
- CSI - Scena del crimine (CSI: Crime Scene Investigation) – serie TV, episodio 12x03 (2011)
- Castle – serie TV, episodio 4x12 (2012)
- In Plain Sight - Protezione testimoni (In Plain Sight) – serie TV, episodio 5x01 (2012)
- Grimm – serie TV, 4 episodi (2012-2013)
- NCIS - Unità anticrimine (NCIS) – serie TV, episodio 10x18 (2013)
- Stalker – serie TV, episodio 1x01 (2014)
- Stitchers – serie TV, episodio 1x03 (2015)
- NCIS: New Orleans – serie TV, episodio 2x09 (2015)

## Doppiatori italiani
Nelle versioni in italiano delle opere in cui ha recitato, Michael Grant Terry è stato doppiato da:
- Francesco Pezzulli in CSI: NY
- Flavio Aquilone in Bones
- Gabriele Lopez in Criminal Minds
- Emiliano Coltorti in The Closer
- Stefano Onofri in CSI - Scena del crimine
- Stefano Crescentini in Castle
- Daniele Raffaeli in NCIS - Unità anticrimine
- Manuel Meli in NCIS: New Orleans